# Armată (unitate militară)

Simbolul NATO al unei armate aliate.

O armată, în sensul de unitate militară, este denumirea unei mari unități dintr-o forță militară națională, compusă din mai multe corpuri de armată și, eventual, alte mari unități din diferite arme.
Poate fi subordonată unui grup de armate. În Armata Roșie, o armată era subordonată în timp de război unui front (un echivalent apropiat al grupului de armate).
Specific armatelor (mari unități) și pentru a se face distincție de „armată” în sensul de totalitate a forțelor militare ale unui stat, aceste mari unități militare sunt urmate de un numeral sau un nume, de exemplu: Armata a 3-a, Armata de Nord, Armée d'Italie etc.
Numărul militarilor unei armate variază între 80.000-400.000 persoane. O armată este comandată de un general de armată.